# Петрова, Нина Леонидовна
Нина Леонидовна Петрова — советская пловчиха. Трёхкратная чемпионка СССР на дистанциях комплексного плавания. Участница Олимпиады 1972 года. Мастер спорта СССР международного класса.

## Биография
Выступала под флагом общества «Динамо» (Москва) (1969—1972). Ученица неоднократной чемпионки СССР и заслуженного тренера РСФСР Нины Фоминичны Крюковой.
Специализировалась в комплексном плавании. Входила в состав сборной СССР в 1970—1972 годах.
Чемпионка СССР на дистанциях 200 м (в 1971 и 1972 годах) и 400 м (в 1971 году) комплексного плавания. Серебряная медалистка чемпионатов страны на дистанции 200 м (1969, 1970 годы) и 400 м (1970, 1971 годы) комплексного плавания.
Обладательница Кубка Европы на дистанции 400 м комплексного плавания в 1971 году. Рекордсменка Европы на дистанции 200 м. Четырежды улучшала рекорд СССР на 400 м в 1970—1972 годах.
Перед Олимпиадой в Мюнхене считалась претенденткой на медали, однако стала жертвой неправильной подготовки к соревнованиям. Её постоянный тренер Н.Ф. Крюкова не участвовала в подготовке своей ученицы к главным стартам, а тренер сборной допустил перетренированность и заболевание спортсменки.  
В 1972 году на Олимпийских играх в Мюнхене заняла 9-е место на 200 м комплексного плавания, на дистанции 400 м финишировала восьмой (с рекордом СССР). После этого в возрасте 16 лет практически завершила спортивную карьеру.
Вместе с мужем Владимиром Барановым является автором двух книг по технике обучения детей плаванию с раннего возраста. Спортивная карьера Нины Петровой описана в повести В. Баранова «Анатомия безнаканности».